# Tamás Pál Kiss

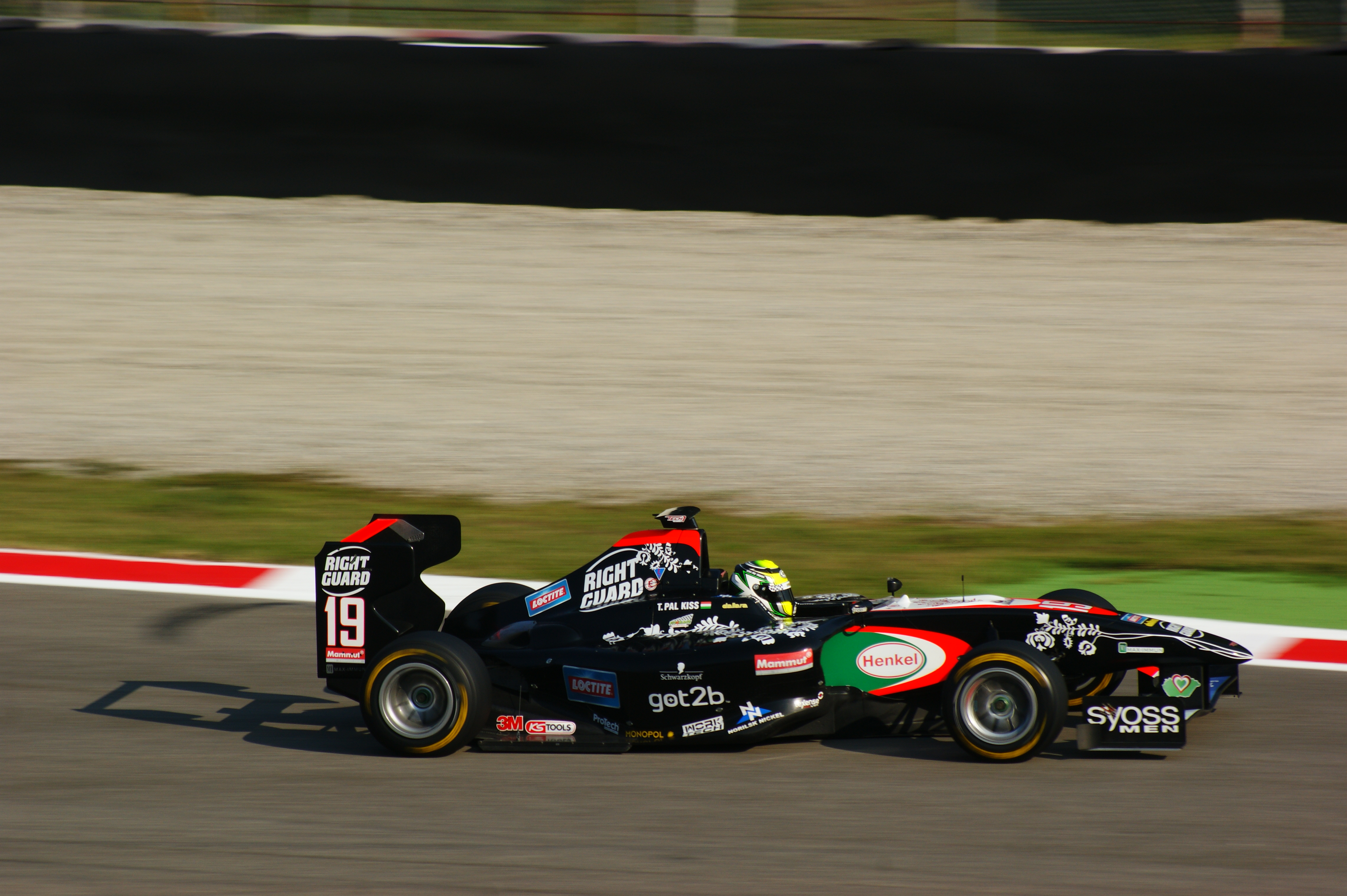
Tamás Pál Kiss in Monza 2011

Tamás Pál Kiss (* 19. Mai 1991 in Miskolc) ist ein ungarischer Rennfahrer. Er trat 2011 und 2012 in der GP3-Serie an und startete 2013 in der Auto GP.

## Karriere
Pál Kiss begann seine Motorsportkarriere 2000 im Kartsport, in dem er bis 2007 aktiv war. Unter anderem wurde Pál Kiss dreimal ungarischer Kartmeister und 2005 Vizemeister in der zentraleuropäischen ICA-Juniorkartmeisterschaft. 2007 gab er zudem sein Formelsportdebüt in der ungarischen E-2000-Meisterschaft. Nach Platz acht in der ersten Saison wurde er 2008 Dritter in dieser Serie. Außerdem startete er in der Schweizer Formel Renault, in der er den 14. Gesamtrang belegte.
2009 wechselte Pál Kiss in die britische Formel Renault, in der er für das Hitech Junior Team antrat. Mit zwei siebten Plätzen als beste Resultate schloss Pál Kiss die Saison auf dem 13. Platz in der Fahrerwertung ab. 2010 blieb Pál Kiss bei seinem Team, das sich in Atech Grand Prix umbenannt hatte, und bestritt seine zweite Saison in der britischen Formel Renault. Pál Kiss gewann drei Rennen, unter anderem den Saisonauftakt, und stand insgesamt acht Mal auf dem Podium. Die Saison beendete er als bester Pilot seines Teams auf dem dritten Platz in der Meisterschaft. Außerdem trat er als Gaststarter zu zwei Rennen des Formel Renault 2.0 Eurocups an.
2011 ging Pál Kiss für Tech 1 Racing in der GP3-Serie an den Start. Mit einem Sieg schloss er die Saison auf dem 16. Platz der Fahrerwertung ab. 2012 wechselte er innerhalb der GP3-Serie zu Atech CRS Grand Prix. Pál Kiss erzielte einen zweiten Platz als bestes Ergebnis und verbesserte sich auf den zwölften Gesamtrang. Seine Teamkollegen ließ er deutlich hinter sich. Im Anschluss an die GP3-Saison nahm Pál Kiss für BVM Target an zwei Veranstaltungen der Formel Renault 3.5 teil.
2013 war Pál Kiss ohne permanentes Renncockpit. Zum dritten Rennwochenende stieg er in die Auto GP ein. Er absolvierte anschließend die restliche Saison und kam beim MLR71 Racing Team, Zele Racing sowie dem Ibiza Racing Team zum Einsatz. Pál Kiss kam immer in die Top 8 und ein dritter Platz war sein bestes Ergebnis. In der Fahrerwertung wurde er Fünfter.

## Karrierestationen
| - 2000–2007: Kartsport - 2007: Ungarische E-2000-Meisterschaft (Platz 8) - 2008: Ungarische E-2000-Meisterschaft (Platz 3) - 2008: Schweizer Formel Renault (Platz 14) | - 2009: Britische Formel Renault (Platz 13) - 2010: Britische Formel Renault (Platz 3) - 2011: GP3-Serie (Platz 16) - 2012: GP3-Serie (Platz 12) | - 2012: Formel Renault 3.5 (Platz 28) - 2013: Auto GP (Platz 5) |